# Synogonia reticulatus
Synogonia reticulatus är en insektsart som beskrevs av Nielson och Carolina Godoy 1995. Synogonia reticulatus ingår i släktet Synogonia och familjen dvärgstritar. Inga underarter finns listade i Catalogue of Life.